# Mupi

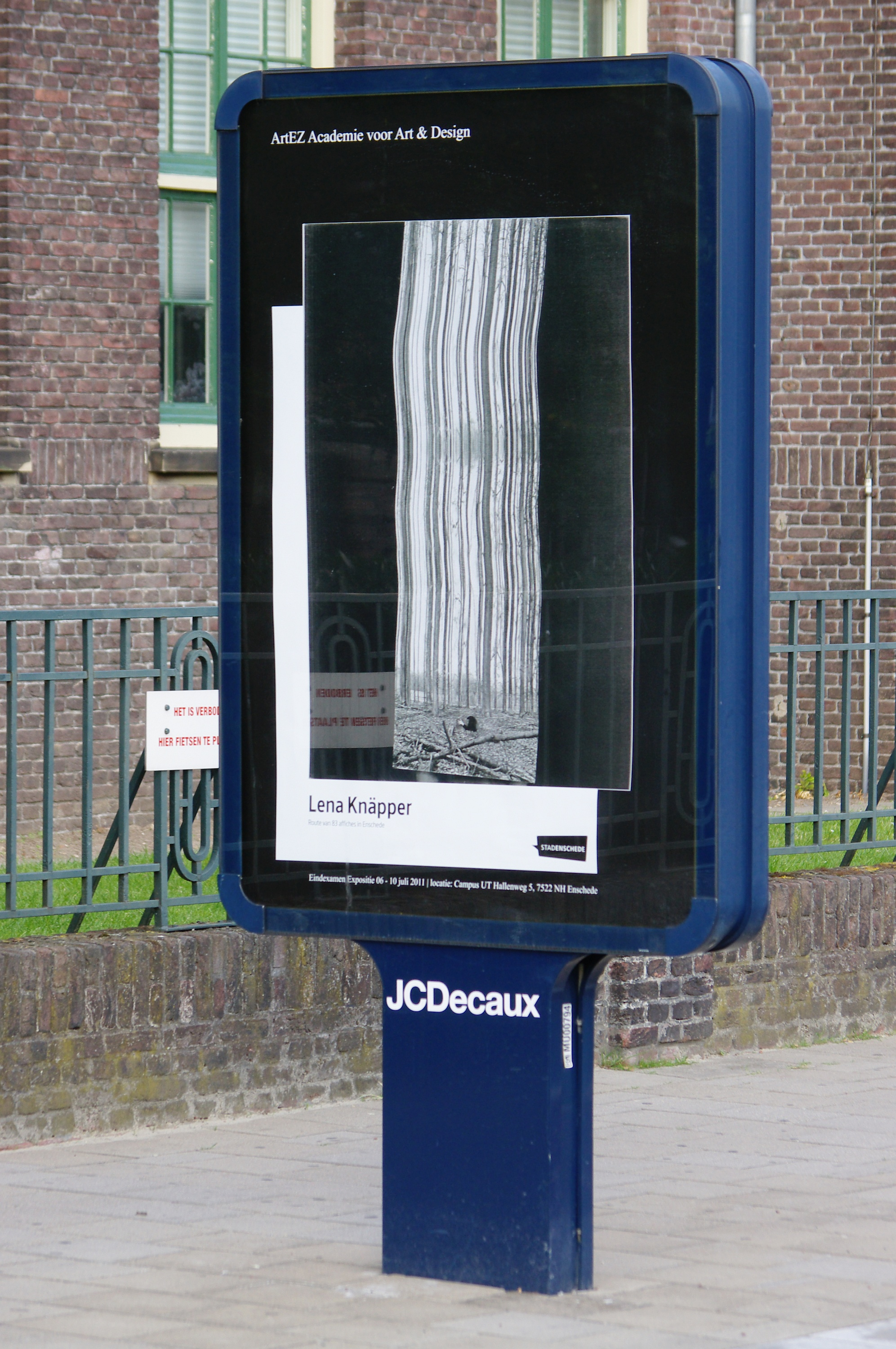
Een Mupi van JCDecaux.

Een mupi is een reclamebord dat van binnenuit verlicht wordt, zodat dit 24 uur per dag zichtbaar is. De reclame-uiting heeft meestal een formaat van 1185 mm bij 1750 mm en kan enkelzijdig of dubbelzijdig zijn aangebracht. Ook kunnen mupi's voorzien worden van lcd-schermen of een rolfilm met meerdere posters die de getoonde reclame steeds weer verandert. Soms wordt één zijde van de mupi gebruikt voor een reclame-uiting en de andere zijde voor informatie zoals een stadsplattegrond. Mupi’s bevinden zich op openbare plekken waar veel mensen langskomen, zoals winkelstraten, uitvalswegen en stations.
In een mupi kan ook een oplaadstation voor elektrische auto's verwerkt zijn. Ook vindt men vaak mupi's in abri's bij tram- of bushaltes, op perrons van treinstations en aan de muren van metrostations.

## Etymologie
De afkorting 'mupi' komt uit het Frans en staat voor: 'mobilier urbain pour l'information' (vertaald: straatmeubilair voor informatie), maar wordt ook weleens uitgelegd als 'mobilier urbain à publicité illuminé' (vertaald: straatmeubilair voor verlichte reclame).